# Radimovice (district de Liberec)
Pour les articles homonymes, voir Radimovice.
Radimovice (en allemand : Radimowitz) est une commune du district et de la région de Liberec, en République tchèque. Sa population s'élevait à 334 habitants en 2021.

## Géographie
Radimovice se trouve à 7 km au nord-ouest de Turnov, à 16 km au sud de Liberec et à 77 km au nord-est de Prague.

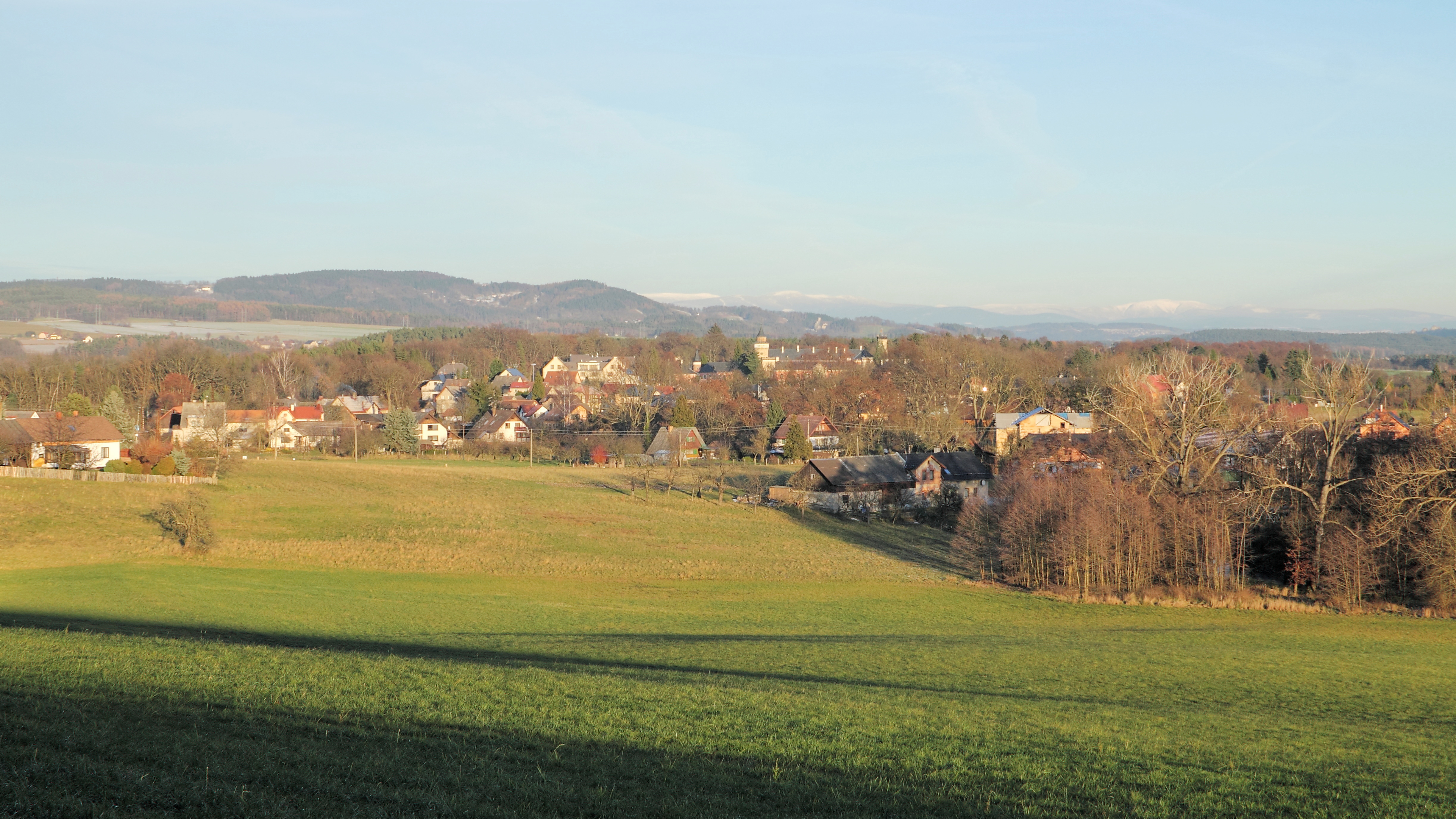
Radimovice : vue générale.

La commune est limitée par Sychrov au nord et au nord-est, par Čtveřín au sud-est et au sud, et par Pěnčín et Vlastibořice à l'ouest.

## Histoire
La première mention écrite du village date du XIVe siècle.
Entre 1856 et 1858 fut construite la ligne ferroviaire entre Pardubice et Liberec. Cet ouvrage exigea le percement d'un tunnel de 676 m de long sous le village et la construction d'un viaduc à huit arches, à 32 m au-dessus de la vallée de la  Mohelka.

## Galerie

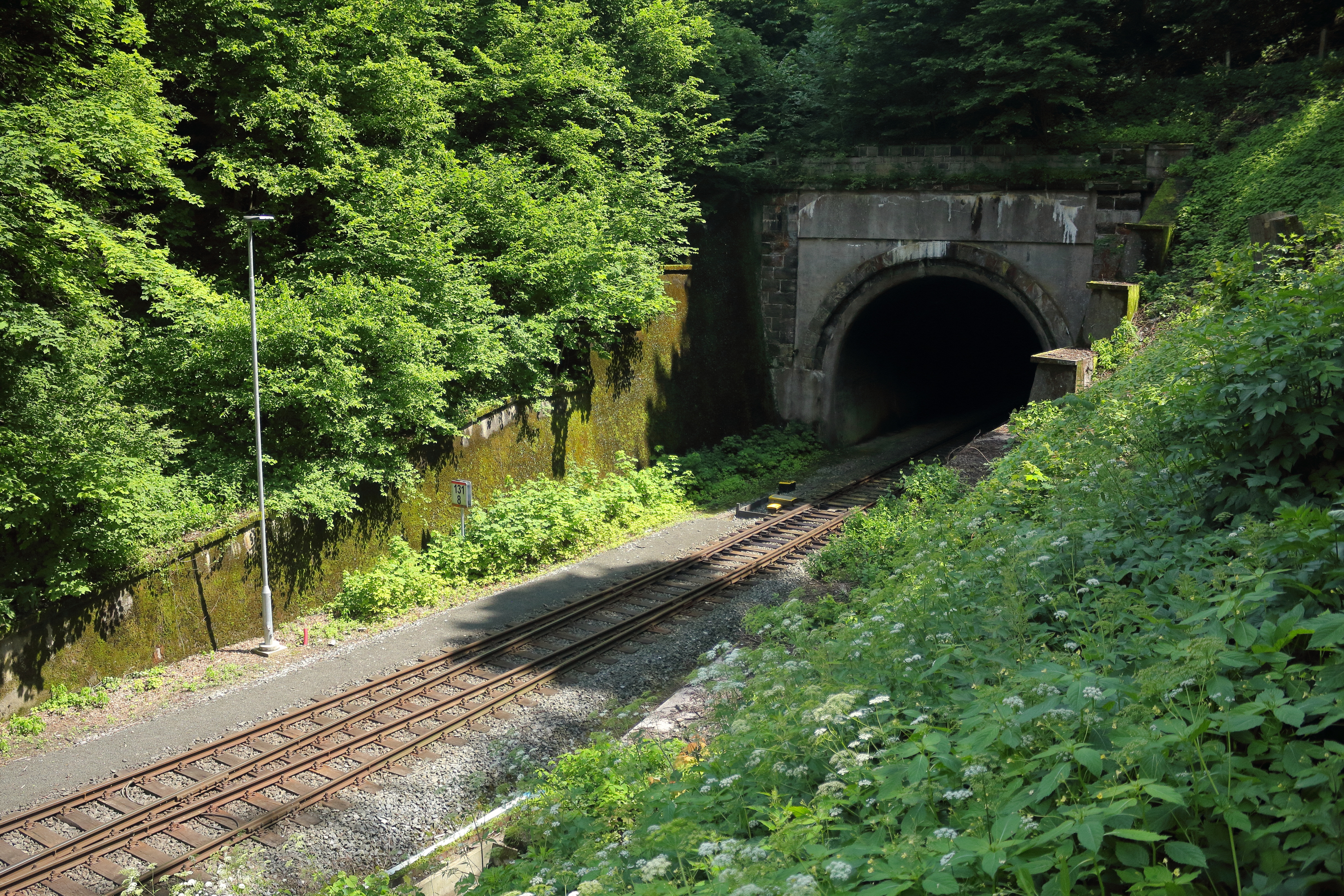
Tunnel de Sychrovský.
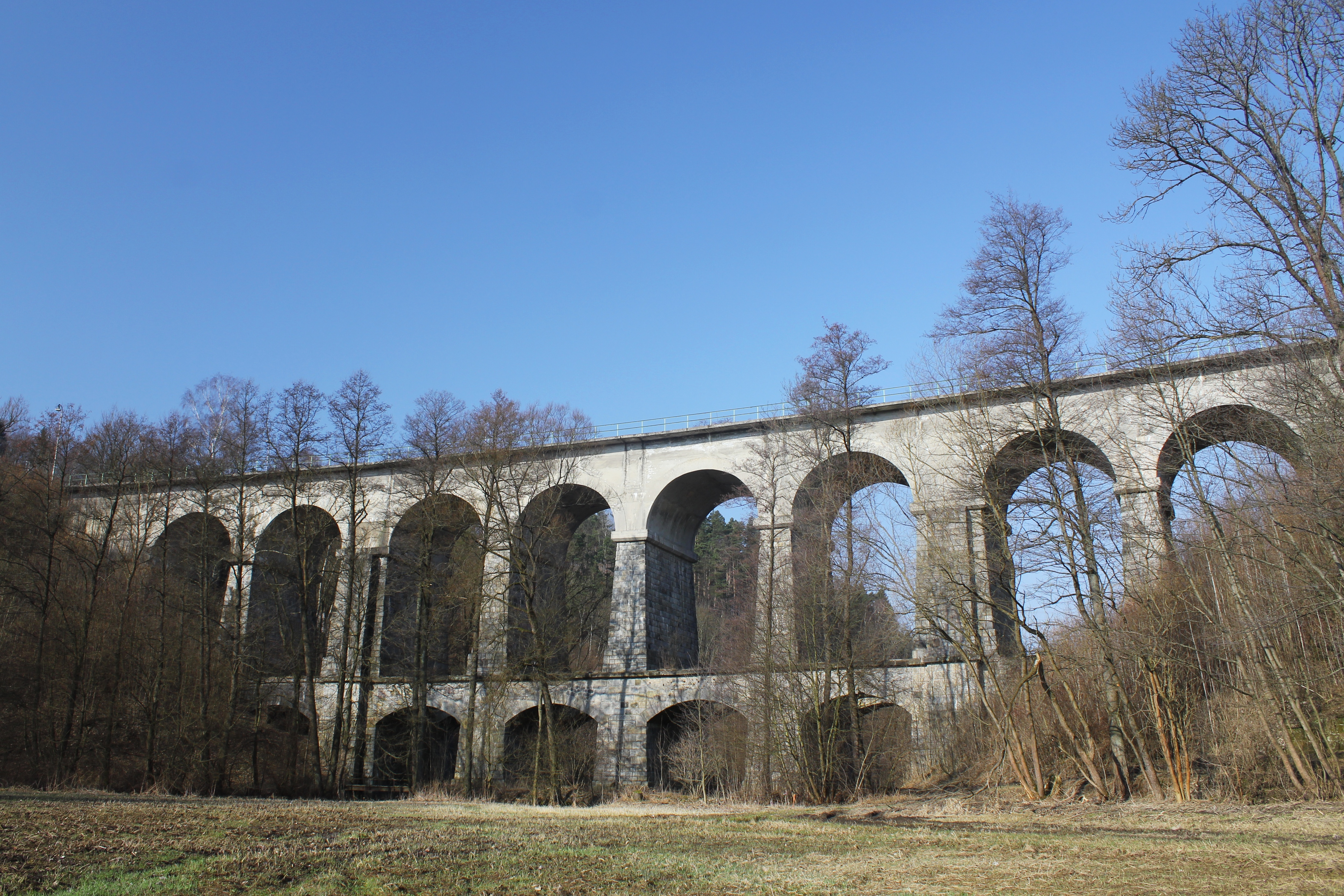
Viaduc ferroviaire de Sychrovský.

## Transports
Par la route, Radimovice se trouve à 9 km de Turnov, à 22 km de Liberec et à 93 km de Prague.